# Gete Wami
Getenesh  Wami  (Debre Berhan, 11 de diciembre de 1974) es una atleta etíope especializada en carreras de larga distancia.
En el año 1999 obtuvo la medalla de oro en la prueba de 10.000 metros del Campeonato Mundial de Atletismo de 1999 celebrado en Sevilla (España), con un tiempo de 30:24.56, récord de África y de los campeonatos.
El 24 de septiembre de 2006 venció en el Maratón de Berlín, por delante de 
Salina Kosgei y Monika Drybulska. En el 2007 volvió a vencer en el Maratón de Berlín y participó en el de  Nueva York obteniendo la segunda plaza, por detrás de  Paula Radcliffe, ese año obtuvo la primera plaza en el ranking del World Marathon Majors, recibiendo un premio de 500.000 dólares.
En el año 2008 participó en representación de su país en el maratón de los Juegos Olímpicos de Pekín 2008, pero tuvo que retirarse antes de alcanzar la meta. 

## Palmarés
| Año  | Competición                             | Lugar                                  | Puesto | Prueba   |
| ---- | --------------------------------------- | -------------------------------------- | ------ | -------- |
| 1996 | Juegos Olímpicos de Atlanta             | Atlanta, Estados Unidos                | 3ª     | 10.000 m |
| 1999 | Campeonato Mundial de Atletismo de 1999 | Sevilla, España                        | 1ª     | 10.000 m |
| 2000 | Juegos Olímpicos de Sídney 2000         | Sídney, Australia                      | 3ª     | 5.000 m  |
| 2000 | Juegos Olímpicos de Sídney 2000         | Sídney, Australia                      | 2ª     | 10.000 m |
| 2001 | Campeonato Mundial de Atletismo de 2001 | Edmonton, Canadá                       | 3ª     | 10.000 m |
| 2002 | Maratón de Ámsterdam                    | Ámsterdam, Países Bajos                | 1ª     | Maratón  |
| 2005 | San Diego Rock 'n' Roll Marathon        | San Diego (California), Estados Unidos | 1ª     | Maratón  |
| 2006 | Maratón de Berlín                       | Berlín, Alemania                       | 1ª     | Maratón  |
| 2006 | Zevenheuvelenloop                       | Nimega, Países Bajos                   | 2ª     | 15 km    |
| 2007 | Maratón de Berlín                       | Berlín, Alemania                       | 1ª     | Maratón  |
| 2007 | Maratón de Nueva York                   | Nueva York, Estados Unidos             | 2ª     | Maratón  |
| 2007 | World Marathon Majors                   | Series                                 | 1ª     | Maratón  |